# Edwin Congo
Edwin Arturo Congo Murillo (Bogotà, 7 ottobre 1976) è un ex calciatore colombiano, di ruolo attaccante.